# UBE2Q1
UBE2Q1 (англ. Ubiquitin conjugating enzyme E2 Q1) – білок, який кодується однойменним геном, розташованим у людей на 1-й хромосомі. Довжина поліпептидного ланцюга білка становить 422 амінокислот, а молекулярна маса — 46 127.
| 10         |  | 20         |  | 30         |  | 40         |  | 50         |
| ---------- |  | ---------- |  | ---------- |  | ---------- |  | ---------- |
| MQQPQPQGQQ |  | QPGPGQQLGG |  | QGAAPGAGGG |  | PGGGPGPGPC |  | LRRELKLLES |
| IFHRGHERFR |  | IASACLDELS |  | CEFLLAGAGG |  | AGAGAAPGPH |  | LPPRGSVPGD |
| PVRIHCNITE |  | SYPAVPPIWS |  | VESDDPNLAA |  | VLERLVDIKK |  | GNTLLLQHLK |
| RIISDLCKLY |  | NLPQHPDVEM |  | LDQPLPAEQC |  | TQEDVSSEDE |  | DEEMPEDTED |
| LDHYEMKEEE |  | PAEGKKSEDD |  | GIGKENLAIL |  | EKIKKNQRQD |  | YLNGAVSGSV |
| QATDRLMKEL |  | RDIYRSQSFK |  | GGNYAVELVN |  | DSLYDWNVKL |  | LKVDQDSALH |
| NDLQILKEKE |  | GADFILLNFS |  | FKDNFPFDPP |  | FVRVVSPVLS |  | GGYVLGGGAI |
| CMELLTKQGW |  | SSAYSIESVI |  | MQISATLVKG |  | KARVQFGANK |  | SQYSLTRAQQ |
| SYKSLVQIHE |  | KNGWYTPPKE |  | DG         |  |            |  |            |

A: Аланін

C: Цистеїн

D: Аспарагінова кислота

E: Глутамінова кислота

F: Фенілаланін

G: Гліцин

H: Гістидин

I: Ізолейцин

K: Лізин

L: Лейцин

M: Метіонін

N: Аспарагін

P: Пролін

Q: Глутамін

R: Аргінін

S: Серин

T: Треонін

V: Валін

W: Триптофан

Кодований геном білок за функцією належить до трансфераз. 
Задіяний у таких біологічних процесах, як убіквітинування білків, ацетилювання, альтернативний сплайсинг. 
Білок має сайт для зв'язування з АТФ, нуклеотидами. 
Локалізований у цитоплазмі, ядрі, клітинних відростках.